# 圣佩德罗-迪阿维奥苏
圣佩德罗-迪阿维奥苏是葡萄牙波尔图区的一个堂区。总面积4.85平方公里，总人口2629人，人口密度542.1人/平方公里。